# ریحانه سریری
ریحانه سریری (زاده ۱۳۳۲ در مشهد)، زیست‌شناس و استاد تمام بیوشیمی ایرانی و برندهٔ دو جایزه و عنوان «Research Grant» از انجمن سلطنتی شیمی بریتانیا (British Royal Society of Chemistry) است. او تا آبان‌ماه سال ۱۳۹۳، مدیر گروه زیست‌شناسی دانشگاه گیلان بوده و در حال حاضر، استاد تمام این گروه و عضو انجمن بیوشیمی جمهوری اسلامی ایران می‌باشد و همچنین، همکاری‌های علمی، پژوهشی و آموزشی با دانشگاه آزاد اسلامی واحد زنجان و دانشگاه آزاد اسلامی واحد لاهیجان دارد.
اخیراً (اواخر سال ۹۲ و اوایل سال ۲۰۱۴) وی در زمینهٔ افزایش وضوح تصویربرداری مولکولی جهت تشخیص سریع سرطان سینه با استفاده از نانو میله‌های طلا، با همکاری دکتر مجتبی صلوتی و دکتر زهرا حیدری، مطالعات مهمی انجام داده و موفق به ساخت یک نانوداروی جدید به عنوان یک عامل کنتراستزای هدفمند جهت تصویربرداری از بافت سرطانی شده‌است.

## تحصیلات
- ابتدایی: دبستان آزرمی مشهد (۱۳۴۴-۱۳۳۸)
- متوسطه: دبیرستان آزرم مشهد (۱۳۵۰-۱۳۴۴)
- دیپلم در رشته طبیعی (۱۳۵۰)
- لیسانس شیمی از دانشگاه فردوسی مشهد (۱۳۵۴-۱۳۵۰)
- فوق لیسانس شیمی و تکنولوژی بیوپلیمرها از دانشگاه آستون بیرمنگام انگلستان (۱۳۶۰-۱۳۵۸)
- دکتری تخصصی بیوشیمی از دانشگاه آستون بیرمنگام انگلستان (۱۳۷۴-۱۳۷۰).[۵]

## سوابق آموزشی و پژوهشی
- استادیاری گروه شیمی دانشگاه گیلان (۱۳۷۶-۱۳۷۴)
- استادیاری گروه زیست‌شناسی دانشگاه گیلان (۱۳۸۰-۱۳۷۶)
- دانشیاری گروه زیست‌شناسی دانشگاه گیلان (۱۳۸۴-۱۳۸۰)
- استادی گروه زیست‌شناسی دانشگاه گیلان (۱۳۸۴ تا کنون)
- راه‌اندازی دوره کارشناسی ارشد بیوشیمی در دانشگاه گیلان (از ۱۳۷۷)
- راه‌اندازی دوره دکترای تخصصی بیوشیمی در دانشگاه گیلان (سال ۱۳۸۳) و پذیرش دانشجو در این مقطع، از نیمسال (ترم) دوم سال تحصیلی (۸۶-۱۳۸۵)

## افتخارات
در کم تر از ۲ دهه گذشته به همت وی، رشته بیوشیمی در مقطع دکتری و کارشناسی ارشد و رشته‌های دیگری در مقطع کارشناسی در دانشگاه گیلان راه‌اندازی شد.
پروفسور سریری، تنها بانوی ایرانی است که و موفق به دریافت جایزه و عنوان «Research Grant» از انجمن سلطنتی شیمی بریتانیا (British Royal Society of Chemistry) شده و نخستین زن در جهان است که توانسته دو سال پیاپی (۲۰۰۸ و ۲۰۰۹) این عنوان ارزشمند را دریافت نماید. جایزه و عنوان Research Grant، همه ساله به ۵ پژوهشگر و دانشمند برتر کشورهای در حال توسعه اعطا می‌شود که توانسته‌اند دستاوردهای بزرگی در زمینه‌های علمی ارائه نمایند.

### جوایز و عناوین دیگر
- جایزه مشترک «بهترین پوستر ارائه شده» در همایش BCLA لندن (۱۹۹۳)
- جایزه «اتمام دوره دکتری تخصصی دانشجویان تحت حمایت دولت ایران در کوتاهترین زمان ممکن» از سفارت ایران در انگلستان (۱۹۹۵)
- جایزه دولتی «نامزدی میان ۲۰ زن برتر پژوهشگر در ایران» از معاونت پژوهشی ریاست جمهوری ایران (۱۹۹۸)
- جایزه «نامزدی میان ۲۰ پژوهشگر زن برتر در ایران» از ریاست دانشگاه گیلان (۲۰۰۰)
- جایزه «پروژه‌های برجسته تحقیقاتی» دانشگاه گیلان از معاونت پژوهشی استان گیلان (۱۹۹۶)
- جایزه «بهترین سخنرانی» دانشگاه گیلان (۲۰۰۲)
- جایزه «پژوهشگر برتر سال» استان گیلان (۲۰۰۵)
- جایزه «پژوهشگر زن برتر سال» استان گیلان (۲۰۰۵)[۵]

## فهرست آثار
- مقالات و شرکت در همایش‌ها: تألیف و چاپ بیش از ۱۰۰ مقالهٔ علمی، شرکت در دست کم ۲۰ همایش و سخنرانی و ارائه بیش از ۱۴۰ پوستر در همایش‌های علمی کشوری و جهانی[۶]
- نتایج کار وی در زمینهٔ افزایش وضوح تصویربرداری مولکولی جهت تشخیص سریع سرطان سینه با استفاده از نانومیله‌های طلا (با همکاری دکتر مجتبی صلوتی و دکتر زهرا حیدری)، در Journal of Photochemistry and Photobiology B: Biology جلد ۱۳۰، شماره ۱، ماه ژانویه، سال ۲۰۱۴، صفحات ۴۰ تا ۴۶) منتشر شده‌است.[۳]
- کتاب‌ها (تألیف و ترجمه): زبان تخصصی شیمی، روش‌های شیمی فیزیک، لنزهای تماسی، بیوشیمی پزشکی، ۷۰۰ آزمون زبان تخصصی شیمی و زیست‌شناسی، بیوشیمی ارشد تربیت بدنی، م‍ب‍ان‍ی ب‍ی‍وش‍ی‍م‍ی ب‍رای ع‍ل‍وم ورزش‍ی (ترجمه)، فرهنگ مصور و جامع بیوشیمی، بیوشیمی اشک، روش‌های بیوشیمی و بیوفیزیک، بیوشیمی پروتئین‌ها و نوکلئیک اسیدها[۷]